# Bożena Wyrozumska
Bożena Wyrozumska (ur. 27 czerwca 1933 w Stanisławowie, zm. 22 sierpnia 2022 w Krakowie) – polska historyk, mediewistka, profesor Uniwersytetu Jagiellońskiego. 

## Życiorys
Bożena Jacorzyńska od 1940 uczęszczała do szkoły podstawowej w Kołomyi. W 1945 wraz z rodziną wyjechała na Górny Śląsk. Studiowała historię na UJ w latach 1950–1955 (promotor pracy magisterskiej Roman Grodecki). Doktorat napisała w 1967 roku pod kierunkiem Sylwiusza Mikuckiego. Od 1954 roku związana z Zakładem Nauk Pomocniczych Historii IH UJ, którym kierowała w latach 1997–2004. Habilitacja w 1997, tytuł profesora w 2002. Od 1955 roku była żoną prof. Jerzego Wyrozumskiego.

## Wybrane publikacje
- Drogi w Ziemi Krakowskiej do końca XVI wieku, Zakład Narodowy im. Ossolińskich, Wrocław - Kraków 1977.
- Kancelaria miasta Krakowa w średniowieczu,  Kraków: UJ 1995.
- Żydzi w średniowiecznym Krakowie = The Jews in mediaeval Cracow : wypisy źródłowe z ksiąg miejskich krakowskich = selected records from Cracow municipal books, Kraków: PAU 1995.
- Acta scabinalia Casimiriensia 1407-1427 = Księga ławnicza kazimierska 1407-1427, wyd. Bożena Wyrozumska, Kraków: "Drukrol S.C." 1996.
- Władysław Semkowicz, Encyklopedia nauk pomocniczych historii, oprac. nauk. Bożena Wyrozumska, Kraków: Towarzystwo Autorów i Wydawców Prac Naukowych "Universitas" 1999.
- Księga proskrypcji i skarg miasta Krakowa 1360-1422 = Liber proscriptionum et querelarum civitatis Cracoviensis 1360-1422: ze zbiorów Archiwum Państwowego w Krakowie, wydała Bożena Wyrozumska, Kraków: TMHiZK - "Secesja" 2001.
- Ormianie w średniowiecznym Krakowie: wypisy źródłowe, wyd. Bożena Wyrozumska, Kraków: Towarzystwo Miłośników Historii i Zabytków Krakowa 2003.
- Księga proskrybowanych Nowego Miasta Torunia (1358-1412), Toruń: Towarzystwo Naukowe 2013.